# 大国屋 (和菓子屋)
大国屋（おおくにや）は、東京都大田区にある和菓子屋である。

## 概要
昭和13年（1938年）創業。正しい表記は旧字体の大國屋である（店の看板は、現在でも旧字体のものを採用している）。創業以来、長く老舗の和菓子屋として地元の人々を中心に人気があった和菓子屋だったが、徐々に口コミで有名になり、現在はメディアなどにも取り上げられている。名物として1975年に発売を開始した栗大福があり、大福の中の栗が通常の大福よりもかなり大きいのが特徴である。取り扱っているお菓子は他に、団子、赤飯、わらび餅、寿甘、饅頭、桜餅、どら焼きなど多岐に渡り、また季節によっても限定品を扱うなどその数は数百種類にも上ると思われる。また21世紀になって新たに導入された塩大福には、1995年に国際大賞を受賞した太陽海塩が使われている。長らく、知る人ぞ知る和菓子屋として親しまれてきたが、2008年に横浜市港北区に綱島店が、更に東京都大田区に多摩川矢口店が相次いでオープンした。
なお、かつて北海道小樽市に存在していた百貨店「大国屋」（だいこくや）とは関係がない。

## 店舗
- 和菓子処 大国屋 池上店

住所：東京都大田区池上5-4-9
- 大国屋 綱島店

住所：横浜市港北区新吉田東6丁目17-17Nポートウェスト1F
- 大国屋 多摩川矢口店

住所：東京都大田区多摩川1-3-15

## 役員
代表取締役：福丸裕久